# Jonas Ogandaga
Jonas Ogandaga est un footballeur gabonais né le 1er aout 1975 à Port Gentil. Il évolue au poste d'attaquant. 
Il a participé avec l'équipe du Gabon de football à la Coupe d'Afrique des nations de football en 1994, 1996 et 2000.  

## Palmarès
- Championnat du Gabon de football : 1994, 1996 Avec le Mbilinga Football Club, et 2009 avec l'AS Stade Mandji
- Coupe du Gabon de football : 1995 Avec le Mbilinga Football Club
- Supercoupe du Gabon de football : 1995 Avec le Mbilinga Football Club
- Ligue des champions de la CAF : 1997 avec le Raja Club Athletic
- Championnat du Maroc de football : 1997, 1998 avec le Raja Club Athletic